# Zipper y su padre
Fuga sin fin (en alemán, Zipper und sein Vater) es una novela del escritor austriaco Joseph Roth, que, dedicada a Benno Reifenberg, fue publicada por Kurt Wolff en Múnich en 1928 .

## Argumento
La novela tiene lugar en Viena en el primer cuarto del siglo XX, así como en Berlín y Montecarlo. Cuenta la historia en primera persona un narrador innominado y huérfano, sobre su amigo Zipper y el padre de éste. Abarca la Primera Guerra Mundial, el período anterior y la inmediata posguerra. Luchan contra la dura realidad para tratar de reunir esperanzas y sueños. Zipper padre quiere adquirir un estatus burgués, pero seguirá teniendo medios limitados, y alquilando el salón como habitación de huéspedes, lo que a veces se convierte en su único recurso. Tiene dos hijos, César y Arnold. El primero muere, el segundo intenta también prosperar, va a la guerra y a la vuelta le consiguen un trabajo de funcionario, pero acaba dejándolo, él también será derrotado. El narrador acudirá al funeral de Zipper padre, al que no va su hijo.

## Traducciones y adaptaciones
Traducciones en España son las siguientes:
- Zipper y su padre (1996, Sirmio) isbn 978-84-7769-092-4
- Zipper y su padre (2011, Acantilado) isbn 978-84-15277-18-7